# 歐布羅什戰役
歐布羅什戰役（英語：Battle of Auberoche）是英法百年戰爭期間加斯科涅戰役中的一場戰役，由德比伯爵格羅斯蒙特的亨利率領英軍1200人對上路易·德·普瓦捷率領的法軍7000人。戰役發生在阿基坦北部佩里格附近的歐布羅什村落。當時加斯科涅地區屬於英格蘭治下，許多英軍是加斯科涅人。法軍在此戰中慘敗，大量士兵與指揮官戰死或被俘虜。
此戰役和稍早的貝傑拉克戰役扭轉了兩國在加斯科涅地區的戰力平衡，這一系列的戰役也被認為是英軍在百年戰爭中第一場陸上重大軍事勝利。

## 背景
1066年諾曼征服以來，英格蘭君主便擁有法蘭西王國內的爵位和領土。1337年，法蘭西議會決定從英格蘭手中收回阿基坦公國（即加斯科涅地區），導致長達116年的百年戰爭爆發。

1330年的法蘭西王國
1214年由法蘭西王室控制
至1330年止從英格蘭手中收回
1330年英格蘭與英屬加斯科涅

14世紀前半，英格蘭從加斯科涅進口大量紅酒，地區首府波爾多的人口與財富甚至超越倫敦。戰爭的爆發導致該地區的經濟與糧食陷入拮据，在缺乏英格蘭本國的支援下，加斯科涅人只能自食其力苦苦支撐。開戰後8年，英格蘭只剩下波爾多與巴約訥海岸線以及零星的內陸堡壘。
1345年初，英王愛德華三世決定發動三條路線入侵法蘭西，加斯科涅戰線交由德比伯爵格羅斯蒙特的亨利率領。斯塔福德伯爵在2月率領先遣隊前往加斯科涅，3月13日德比伯爵授命在英格蘭集結2,000人的軍隊，再前往加斯科涅徵集更多人。法軍事前獲知英軍入侵的情報，但因為資源不足以分配三個戰線，而決定把主力集中在西北方。西南方被要求自力防禦，但由於1343年初簽訂的馬萊特魯瓦和約仍在效期內，當地貴族不願投入資金，沒有多做準備。

## 戰爭前夕
德比伯爵的部隊在5月底由南安普敦啟程。由於天候狀況差，他的艦隊151艘船被迫在法爾茅斯停留數周，最後在7月23日抵達加斯科涅。斯塔福德伯爵預期德比會在5月下旬抵達，並嗅到法軍的弱點，決定自己先出兵。六月初，加斯科涅軍佔領了多爾多涅的蒙特拉韋與蒙布雷頓兩座大型但守備薄弱的城堡。兩者都是在奇襲下成功奪取，並也撕毀了馬萊特魯瓦和約。斯塔福德伯爵向北對布萊伊發動圍城，當地領主率領1000披甲戰士與3000步兵跟隨。完成圍城後，他留下加斯科涅人，前往波爾多南方的朗貢，並發動第二個圍城。英格蘭—加斯科涅聯軍的兩個圍城都能由水路進行補給。而法軍發布緊急召集令。
同一時間，一小群獨立的加斯科涅兵團在區域內掠奪，一些當地的法蘭西團體也加入他們。使得許多小貴族倒向英格蘭—加斯科涅聯軍。他們有多次顯著的成功，然而成效僅止於束縛住弱小的法蘭西守軍並讓他們請求援軍。少數的法軍部隊沒有駐紮在堡壘內，則是被自己發動的圍城戰絆住：例如阿熱奈的卡斯讷伊；孔東附近的蒙尚；貝傑拉克南部，堅固但缺乏戰略價值的蒙屈克城堡。許多地區都沒有防備。
另一方面，愛德華三世的主力部隊遭遇惡劣天氣而決定放棄登陸諾曼第，法王腓力六世注意到後便向加斯科涅派出援軍，波旁公爵皮埃爾在8月8日被任命為西南部前線總指揮，並坐鎮於阿让。

## 入侵加斯科涅
1345年8月9日，德比伯爵帶領500名披甲戰士、500名乘馬長弓手，1000名英格蘭和威爾斯步行弓箭手抵達波爾多。德比伯爵又花了兩周招募與組織部隊，然後率軍向朗貢出發，和斯塔福德伯爵合流並接管指揮權。此時的斯塔福德伯爵採取謹慎的策略，但德比伯爵想趁法軍集結完成前發動正面攻擊。法軍聽說德比伯爵抵達，在貝特朗·德·利勒的指揮下撤退到波爾多東部60英里（97）的貝傑拉克，這是當地的交流中心以及重要戰略城鎮，有著多爾多涅河上最重要的橋梁。對法軍而言是很方便集結部隊並徵召援軍的位置。
經過戰爭會議後，德比伯爵決定在該地正面攻擊法軍。若佔領該鎮將會提供波爾多很好的水運連結，可以成為英格蘭—加斯科涅聯軍的基地推進戰線 ；也能夠強迫法軍放棄圍攻附近的蒙屈克城堡，並切斷法軍在多爾多涅南北間的連結。英軍相信若可以打敗或轉移法軍野外部隊的注意，城鎮便能輕易地奪下。
德比伯爵率軍迅速移動並奇襲法軍，並一路追擊他們到貝傑拉克，法軍傷亡慘重，包含指揮官等許多人被俘虜。法軍的生還者由阿馬尼亞克伯爵約翰一世集結，向北撤往佩里格。數日內，貝傑拉克淪陷並遭到英軍掠奪。德比伯爵經過兩周的商討和重整軍隊後，留下大量守軍，帶領6000─8000人前往北邊伊勒河谷的英軍要塞米西当。接著向西推進到該省首府佩里格，沿路拿下多座據點。佩里格的防禦設施老舊且損毀嚴重，但是法軍大量的守軍嚇阻了英軍的攻勢。德比伯爵因此封鎖佩里格，並占領附近主要道路上的堡壘。法王腓力六世的兒子暨繼承人諾曼地公爵約翰集結2000人的部隊進入地區內。10月初，一支大分隊解除佩里格的封鎖並驅逐德比伯爵的軍隊，他們退往波爾多。更多的法蘭西援軍抵達並開始圍攻英格蘭據點。

## 圍攻歐布羅什

1345年8月到11月之間，兩軍在加斯科涅的主要進軍路線。
德比伯爵進軍
德比伯爵撤退
路易·德·普瓦捷進軍
德比伯爵朝歐布羅什進軍
德比伯爵返回拉雷奥勒

法軍七千人的主力部隊由路易·德·普瓦捷指揮，圍攻佩里格東邊14公里外的歐布羅什城堡。歐布羅什城堡聳立在歐韋澤爾河邊的高岩上俯視河谷內的流域與道路，駐守的英軍由法蘭克·范哈倫指揮。法軍將營地設在兩處，一處靠近河流位在城堡與村落之間，一處較小規模的營地設在北邊防止敵軍前來解圍。編年史家让·弗鲁瓦萨尔記載了一段很可能是誇大的故事：一位士兵帶著求援信件前往英軍駐地途中被抓到，法軍用重力拋石機將他丟回城內。另一個信使成功抵達德比伯爵處，此時他已經重新集結1200名英格蘭—加斯科涅士兵回到前線：共有400名披甲戰士，800名乘馬弓箭手。

## 交戰

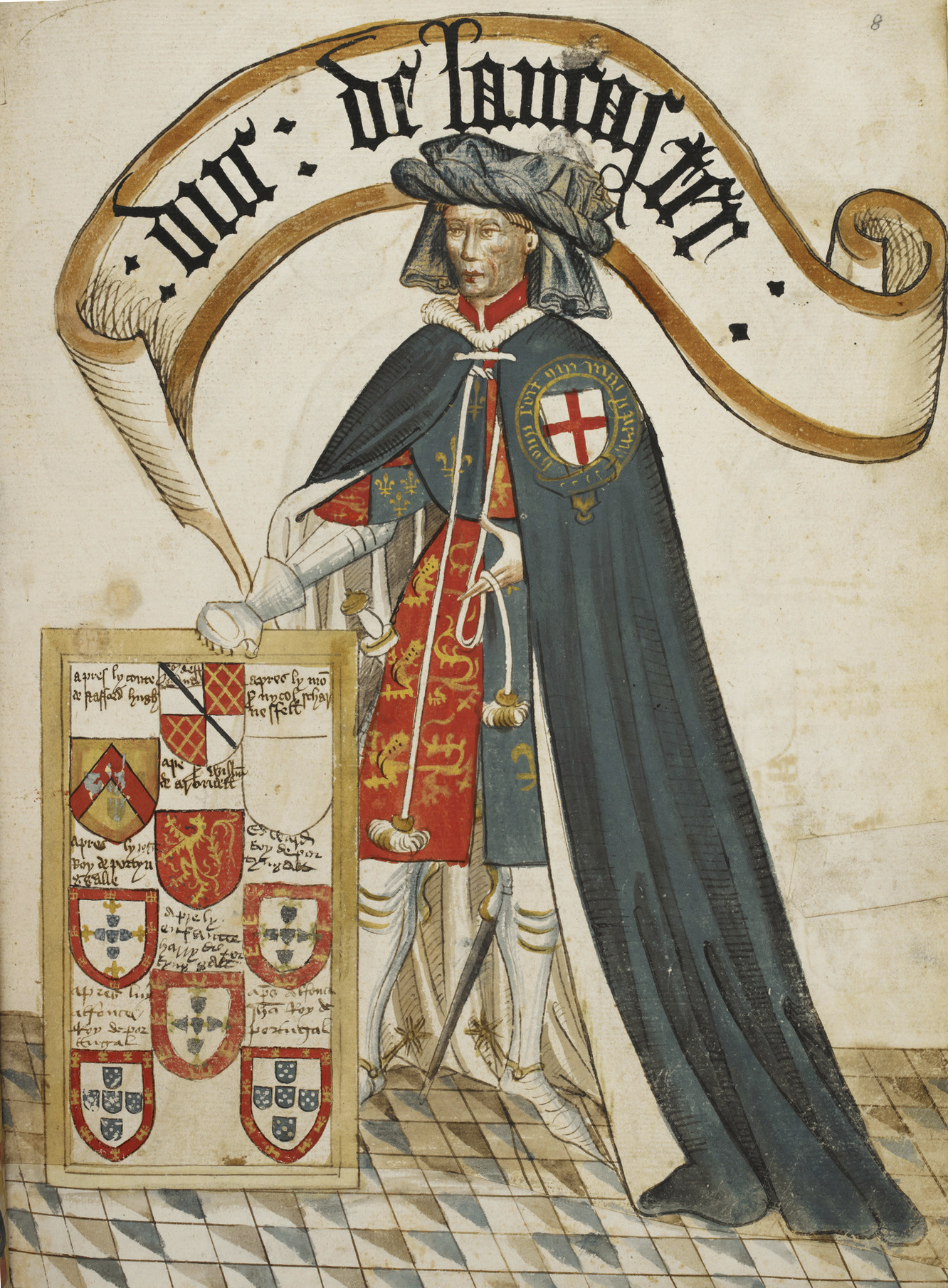
德比伯爵格羅斯蒙特的亨利，不久後成為第一代蘭開斯特公爵。

德比伯爵自知人數處於劣勢，他在佩里格附近待了數天等待彭布羅克伯爵的援軍，但他不知道諾曼地公爵率領的9000到10000人僅距他們25英里（40）遠。10月20日傍晚，德比伯爵擔心繼續等待會讓法軍前來攻擊，決定趁夜行軍渡過河流淺灘，隔日一早他們來到距法軍主要營地1.6公里遠的山丘樹林。德比伯爵親自偵查法軍部署，仍繼續期待彭布羅克伯爵抵達，他和軍官們召開會議，最後決定與其繼續等待而錯失良機，不如發動奇襲。英軍計畫趁法軍沒來得及組織起防線時攻破陣地。
德比伯爵決定三管齊下，攻勢將在法軍晚餐時間發動以達到奇襲效果，長弓兵將在西邊樹林對射擊法軍陣地。法軍在草地上緊密的待在一起，不知道敵襲將至而沒有裝備甲冑，結果在這一波射擊中傷亡慘重。當代編年史家亚当·穆里穆思估計法軍傷亡人數在這一階段就達到約一千人。
當法軍陷入混亂並被西方的攻擊吸引時，德比率騎兵與400名披甲戰士從南邊200至300碼（200至300）外發動衝鋒。法軍緊急披甲上陣，集結優勢兵力在指揮官下。一小批英軍步兵沿著樹叢前進，從法軍的後方突襲。戰鬥在法軍營地內持續了好一段時間。
歐布羅什守將范哈倫發現封鎖城堡出口的法軍被轉移注意或加入了戰鬥，便趕緊集合騎兵攻擊法軍後方。這次額外的襲擊瓦解了法軍的防禦並開始潰逃，英軍的騎兵持續追擊。駐紮在北邊另一個小營地法軍還沒參戰便逃亡。
法軍的死傷人數不明，但可知十分慘重。穆里穆思估計法軍死在弓箭射擊下的人數有700名披甲戰士與超過1000名騎兵。大量法蘭西貴族被俘，低階戰士則依慣例被殺。法軍指揮官路易·德·普瓦捷傷重死亡。存活下來的戰俘包含第二指揮貝特朗·德·利勒、2名伯爵、7名子爵、3名男爵、克勒蒙與土魯斯總管、教宗的姪子以及許多未計數的騎士。

## 後續
英軍繳獲法軍留下的大量戰利品與補給，另外還從俘虜中取得大量贖金，許多德比伯爵的士兵一口氣大賺一筆，領主還可以從部屬得到的贖金中抽成。據傳德比伯爵光從這一天的俘虜身上賺進了至少£50,000（2025年約值52,000,000英鎊）的贖金，幾乎等同愛德華三世一年的收入。接下來的一年，法王腓力六世動用一大筆王室財產協助支付贖金。
諾曼第公爵聽聞戰敗消息後痛徹心扉，即便仍有超過英軍八倍的兵力，他仍退往昂古莱姆並解散軍隊，法軍也放棄了所有正在進行中的圍城作戰。德比伯爵在接下來的六個月間幾乎沒有遭遇阻礙，他利用這段期間佔領更多城鎮，包含蒙塞居尔、拉雷奥勒與艾吉永。大幅擴張英軍在西南邊的領土與影響力。在邊境地區士氣與聲望隨著戰況倒向英格蘭，為英軍帶來大量稅收與兵力。地方知名領主也帶著許多侍從向英格蘭宣誓效忠。這場延續四個月的戰役被認為是英軍在百年戰爭開戰8年多來第一場大規模的陸戰勝利，英格蘭也在接下來30多年間主宰了加斯科涅地區。
當代史書《瓦盧瓦四王記》（Chroniques de quatres premier Valois）稱德比伯爵為世界上最好的戰士之一。現代史家則稱讚他的將才，形容他是：偉大且充滿革命性的戰略家；達到天才的境界；極度聰慧；令人驚豔。德比伯爵在1346年又發動了一場騎行劫掠行動，帶來另一次豐碩的戰果。

### 腳註
1. ↑  见英国零售价指数，数据来自Clark, Gregory. . MeasuringWorth. 2017  [2022-06-11].